# Lyle (Washington)
Lyle és una concentració de població designada pel cens dels Estats Units a la riba nord del riu Colúmbia, a l'estat de Washington. Segons el cens del 2000 tenia 530 habitants.

## Demografia
Segons el cens del 2000, Lyle tenia 530 habitants, 221 habitatges, i 152 famílies. La densitat de població era de 60,4 habitants per km².
Dels 221 habitatges en un 31,7% hi vivien nens de menys de 18 anys, en un 51,6% hi vivien parelles casades, en un 13,1% dones solteres, i en un 30,8% no eren unitats familiars. En el 25,8% dels habitatges hi vivien persones soles el 12,2% de les quals corresponia a persones de 65 anys o més que vivien soles. El nombre mitjà de persones vivint en cada habitatge era de 2,34 i el nombre mitjà de persones que vivien en cada família era de 2,76.
Per edats la població es repartia de la següent manera: un 26,8% tenia menys de 18 anys, un 7,4% entre 18 i 24, un 25,1% entre 25 i 44, un 25,3% de 45 a 60 i un 15,5% 65 anys o més.
L'edat mediana era de 41 anys. Per cada 100 dones de 18 o més anys hi havia 99 homes.
La renda mediana per habitatge era de 33.438 $ i la renda mediana per família de 40.083 $. Els homes tenien una renda mediana de 37.292 $ mentre que les dones 25.500 $. La renda per capita de la població era de 17.355 $. Aproximadament el 8,1% de les famílies i l'11,6% de la població estaven per davall del llindar de pobresa.

## Poblacions més properes
El següent diagrama mostra les poblacions més properes.